# Трг Александра I од Југославије (Париз)
Трг Александра I од Југославије (фр. Square Alexandre-Ier-de-Yougoslavie) је трг који се налази у 16 округу у Паризу.

## Име
Трг је добио име по краљу Александру I Карађорђевићу, краљу Срба, Хрвата и Словенаца и првом краљу Југославије, великом пријатељу Француске, који је 9. октобра 1934. године убијен у Марсеју приликом званичне посете, заједно са француским министром иностраних послова Лујем Бартуом.

## Споменик
На тргу је 9. октобра 1936. године, поводом друге годишњице Марсељског атентата, откривен заједнички споменик краљу Александру I Карађорђевићу и његовом оцу краљу Петру I, дело француског скулптора Максима Реала дел Сарта.
Откривању споменика су присуствовали француски председник Албер Лебрен, југословенски министар војске и морнације армијски генерал Љубомир Марић, посланик и опуномоћени министар Краљевине Југославије у Паризу др Божидар Пурић и Емил Нажијар, бивши француски посланик у Београду.